# SummerSlam
SummerSlam is een sinds 1988 jaarlijks professioneel worstel-pay-per-view (PPV) en WWE Network evenement dat georganiseerd wordt door de Amerikaanse worstelorganisatie WWE. Het evenement wordt beschouwd als The Biggest Party of the Summer. Het is een van de "Big Four" pay-per-view evenementen naast WrestleMania, Survivor Series en Royal Rumble. Het is de grootste evenement achter WrestleMania. Het inaugurele evenement vond plaats op 29 augustus 1998 in Madison Square Garden in New York en was beschikbaar op pay-per-view. Van 2009 tot 2014 werd SummerSlam gehouden in het Staples Center in Los Angeles en van 2015 tot 2018 in het Barclays Center in Brooklyn.

## Geschiedenis
In de jaren tachtig was de belangrijkste wedstrijd van de World Wrestling Federation (WWF) van Vince McMahon in de professionele worstelindustrie van de in Charlotte gevestigde Jim Crockett Promotions, die lid was van de National Wrestling Alliance (NWA). McMahon verzette zich tegen het succesvolle Starrcade-tv-evenement van Jim Crockett, dat in 1983 begon met de WrestleMania franchise in 1985, en dwong Crockett uiteindelijk zijn bedrijf te verkopen aan Ted Turner, die het omgedoopt heeft tot World Championship Wrestling (WCW). De WWF bleef zijn gesloten circuitprogrammering vervangen door pay-per-view programmering en voegde meer pay-per-views toe aan de line-up om te profiteren van het succes van zijn eerdere evenementen. Naast WrestleMania in maart en Survivor Series in november, voegde McMahon een derde pay-per-view evenement toe voor augustus, die hij SummerSlam noemde. Om te voorkomen dat het WWF een monopolie op de pay-per-view markt zou krijgen, begon WCW maandelijkse pay-per-views uit te zenden en beide bedrijven begonnen honderden miljoenen dollars aan inkomsten op te halen. De eerste SummerSlam werd gehouden op 29 augustus 1988 in Madison Square Garden in New York. SummerSlam werd een van de meest succesvolle evenementen van WWF (en later WWE) en een van de 'Big Four' pay-per-views, samen met WrestleMania, Survivor Series en Royal Rumble.

## Chronologie
| Editie | Datum               | Stad                        | Locatie                                | Main Event |
| ------ | ------------------- | --------------------------- | -------------------------------------- | --- |
| 1988   | 29 augustus 1988    | New York                    | Madison Square Garden                  | Hulk Hogan en Randy Savage vs. Ted DiBiase en André the Giant |
| 1989   | 28 augustus 1989    | East Rutherford             | Brendan Byrne Arena                    | Hulk Hogan en Brutus Beefcake vs. Randy Savage en Zeus |
| 1990   | 27 augustus 1990    | Philadelphia (Pennsylvania) | The Spectrum                           | The Ultimate Warrior (c) vs. Rick Rude in een Steel Cage match voor het WWF Championship |
| 1991   | 26 augustus 1991    | New York                    | Madison Square Garden                  | Hulk Hogan & The Ultimate Warrior vs. Sgt. Slaughter, Colonel Mustafa & General Adnan in een 3-op-2 Handicap match. |
| 1992   | 29 augustus 1992    | Londen                      | Wembley Stadion                        | Bret Hart (c) vs. The British Bulldog voor het WWF Intercontinental Championship |
| 1993   | 30 augustus 1993    | Auburn Hills (Michigan)     | The Palace of Auburn Hills             | Yokozuna (c) vs. Lex Luger voor het WWF Championship. |
| 1994   | 29 augustus 1994    | Chicago (Illinois)          | United Center                          | The Undertaker vs. "The Undertaker". |
| 1995   | 27 augustus 1995    | Pittsburgh (Pennsylvania)   | Civic Arena                            | Diesel (c) vs. King Mabel voor het WWF Championship |
| 1996   | 18 augustus 1996    | Cleveland (Ohio)            | Gund Arena                             | Shawn Michaels (c) vs Vader voor het WWF Championship. |
| 1997   | 3 augustus 1997     | East Rutherford             | Continental Airlines Arena             | The Undertaker (c) vs. Bret Hart voor het WWF Championship. |
| 1998   | 30 augustus 1998    | New York                    | Madison Square Garden                  | Stone Cold Steve Austin (c) vs. The Undertaker voor het WWF Championship. |
| 1999   | 22 augustus 1999    | Minneapolis (Minnesota)     | Target Center                          | Steve Austin (c) vs. Mankind vs. Triple H in een Triple Threat match voor het WWF Championship. |
| 2000   | 27 augustus 2000    | Raleigh (North Carolina)    | Raleigh Entertainment and Sports Arena | The Rock (c) vs. Kurt Angle vs. Triple H in een Triple Threat match voor het WWF Championship. |
| 2001   | 19 augustus 2001    | San Jose (Californië)       | Compaq Center                          | Booker T (c) vs. The Rock voor het WCW Championship. |
| 2002   | 25 augustus 2002    | Uniondale (New York)        | Nassau Coliseum                        | The Rock (c) vs. Brock Lesnar voor het Undisputed WWE Championship. |
| 2003   | 24 augustus 2003    | Phoenix (Arizona)           | America West Arena                     | Triple H (c) vs. Chris Jericho vs. Kevin Nash vs. Shawn Michaels vs. Randy Orton vs. Goldberg in een Elimination Chamber match voor het WWE World Heavyweight Championship.                                                                                  |
| 2004   | 15 augustus 2004    | Toronto                     | Air Canada Centre                      | Chris Benoit (c) vs. Randy Orton voor het World Heavyweight Championship. |
| 2005   | 21 augustus 2005    | Washington (D.C.)           | MCI Center                             | Hulk Hogan vs. Shawn Michaels. |
| 2006   | 20 augustus 2006    | Boston (Massachusetts)      | TD Banknorth Garden                    | Edge (c) vs. John Cena voor het WWE Championship. |
| 2007   | 26 augustus 2007    | East Rutherford             | Continental Airlines Arena             | John Cena (c) vs. Randy Orton voor het WWE Championship. |
| 2008   | 17 augustus 2008    | Indianapolis                | Conseco Fieldhouse                     | The Undertaker vs. Edge in een Hell in a Cell match. |
| 2009   | 23 augustus 2009    | Los Angeles                 | Staples Center                         | Jeff Hardy (c) vs. CM Punk in een Tables, Ladders and Chairs match voor het World Heavyweight Championship. |
| 2010   | 15 augustus 2010    | Los Angeles                 | Staples Center                         | Team WWE (John Cena, John Morrison, R-Truth, Edge, Daniel Bryan, Bret Hart & Chris Jericho) vs. The Nexus (Wade Barrett, Justin Gabriel, Heath Slater, David Otunga, Skip Sheffield, Michael Tarver, Darren Young) in een 7-on-7 elimination tag team match. |
| 2011   | 14 augustus 2011    | Los Angeles                 | Staples Center                         | CM Punk (c) vs. John Cena (c) voor het WWE Championship met Triple H als special guest referee. |
| 2012   | 12 augustus 2012    | Los Angeles                 | Staples Center                         | Triple H vs. Brock Lesnar (met Paul Heyman) in een een-op-een match. |
| 2013   | 18 augustus 2013    | Los Angeles                 | Staples Center                         | Daniel Bryan (c) vs. Randy Orton voor het WWE Championship met Triple H als special guest referee |
| 2014   | 17 augustus 2014    | Los Angeles                 | Staples Center                         | John Cena (c) vs. Brock Lesnar voor de WWE World Heavyweight Championship |
| 2015   | 23 augustus 2015    | Brooklyn                    | Barclays Center                        | Brock Lesnar vs. The Undertaker |
| 2016   | 21 augustus 2016    | Brooklyn                    | Barclays Center                        | Brock Lesnar vs. Randy Orton |
| 2017   | 20 augustus 2017    | Brooklyn                    | Barclays Center                        | Brock Lesnar vs. Braun Strowman vs. Roman Reigns vs. Samoa Joe in een fatal-4-way match voor het WWE Universal Championship. |
| 2018   | 19 augustus 2018    | Brooklyn                    | Barclays Center                        | Brock Lesnar vs. Roman Reigns voor het WWE Universal Championship. |
| 2019   | 11 augustus 2019    | Toronto                     | Scotiabank Arena                       | Seth Rollins vs. Brock Lesnar (c) (met Paul Heyman) voor het WWE Universal Championship |
| 2020   | 23 augustus 2020    | Orlando                     | Amway Center (ThunderDome)             | "The Fiend" Bray Wyatt vs. Braun Strowman voor het WWE Universal Championship. |
| 2021   | 21 augustus 2021    | Las Vegas                   | Allegiant Stadium                      | Roman Reigns (c) vs. John Cena voor het WWE Universal Championship. |
| 2022   | 30 juli 2022        | Nashville                   | Nissan Stadium                         | Roman Reigns (c) vs. Brock Lesnar voor het WWE Universal Championship. |
| 2023   | 5 augustus 2023     | Detroit                     | Ford Field                             | Roman Reigns (c) vs. Jey Uso voor het WWE Universal Championship. |
| 2024   | 3 augustus 2024     | Ohio                        | FirstEnergy Stadium                    | Cody Rhodes (c) vs. Solo Sikoa voor het WWE Universal Championship. |
| 2025   | 2 & 3 augustus 2025 | East Rutherford             | MetLife Stadium                        | John Cena (vk) vs. Cody Rhodes voor het WWE Universal Championship (avond 2) |
| 2026   | 1 & 2 augustus 2026 | Minneapolis                 | U.S. Bank Stadium                      | |